# Arichanna amoena
Arichanna amoena là một loài bướm đêm trong họ Geometridae.